# Jekatierina Łatanowa
Jekatierina Andriejewna Łatanowa z domu Połowniewa (ros. Екатерина Андреевна Латанова) (ur. 26 maja 1979 w Moskwie, ZSRR) – rosyjska scenarzystka filmów i seriali telewizyjnych, poetka i pisarka.

## Biografia
Jekatierina Połowniewa w 2002 roku ukończyła studia na wydziale dziennikarstwa Moskiewskiego Uniwersytetu Państwowego, a w 2012 roku na wydziale scenopisarstwa Państwowego Uniwersytetu Kinematografii.
Publikowała w gazetach: Moskowskaja Prawda, Wieczernaja Moskwa, Trud, Okrug, Argumienty i fakty, Megapolis Express. Współpracowała ze stacjami radiowymi: Nadieżda i Radio Rossii. Pracowała również jako redaktor i copywriter w jednym z wydawnictw. Była autorką tekstów do trzech albumów grupy rockowej „TESNO” (1996–2017): Dzień jelenia (1997, Dień Olenia), Tak i nie inaczej (1998, Tak i nikak inacze) i Slava tebe, Gospodi (2000). W 2004 roku napisała książkę o psychologii pt. „Walka według zasad” (Boi po prawiłam).
Od 2005 roku jest scenarzystką pełnometrażowych filmów fabularnych i seriali telewizyjnych dla głównych rosyjskich kanałów.
W 2011 roku zmieniła stan cywilny i przybrała nazwisko męża (także scenarzysty) Jurija Wasiljewicza Łatanowa.

## Filmografia

### Filmy fabularne
- 2006: Warieńka
- 2007: Tańcz (Tancuj)[2]
- 2008: Wybór mojej mamy (Vybor mojej mamoczki)[3][4]
- 2008: Królowa lodu (Korolewa lda)[5]
- 2014: Znowu jeden za wszystkich (Snowa odin na wsiech)[6]
- 2017: Przedawnienie (Srok dawnosti)[7]
- 2017: Wschód słońca na Santorini (Rasswiet na Santorini)[8]
- 2020: Idż do końca (Idti do konca)[9]

### Seriale TV
- 2009–2011: Warieńka. I w smutku i w radości (Warieńka. I w gore i w radosti)[10]
- 2009–2011: Klucz do szczęścia (Kluczi ot sczastja)[11]
- 2013: Proste życie (Prostaja żyzń)[12]
- 2013: Penelopa (Pienielopa)[13]
- 2014: Praktyka (Praktika)[14]
- 2014: Silniejsza od losu (Silnieje sudźby)[15]
- 2015: Odłamki szczęścia (Oskołki sczastja)[16]
- 2016: Odłamki szczęścia 2 (Oskołki sczastja 2)[17]
- 2016: The Territory of Love[18]
- 2018: Doktor Kotow (Doktor Kotow)[19]
- 2018: Jedno kłamstwo dla dwojga (Odna łoż na dwoich)[20]
- 2018: W obcym kraju (W czużom kraju)[21]
- 2020: Zrzeczenie (Otrieczenie)[22]
- 2021: Szesnaście+ (Szestnadcać+)[23]